# Zelowan
Zelowan es un género de arañas araneomorfas de la familia Gnaphosidae. Se encuentra en el África central.

## Lista de especies
Según The World Spider Catalog 12.0:
- Zelowan allegena Murphy & Russell-Smith, 2010
- Zelowan bulbiformis Murphy & Russell-Smith, 2010
- Zelowan cochleare Murphy & Russell-Smith, 2010
- Zelowan cordiformis Murphy & Russell-Smith, 2010
- Zelowan cuniculiformis Murphy & Russell-Smith, 2010
- Zelowan ensifer Murphy & Russell-Smith, 2010
- Zelowan etruricassis Murphy & Russell-Smith, 2010
- Zelowan falciformis Murphy & Russell-Smith, 2010
- Zelowan galea Murphy & Russell-Smith, 2010
- Zelowan larva Murphy & Russell-Smith, 2010
- Zelowan mammosa Murphy & Russell-Smith, 2010
- Zelowan nodivulva Murphy & Russell-Smith, 2010
- Zelowan pyriformis Murphy & Russell-Smith, 2010
- Zelowan remota Murphy & Russell-Smith, 2010
- Zelowan rostrata Murphy & Russell-Smith, 2010
- Zelowan rotundipalpis Murphy & Russell-Smith, 2010
- Zelowan similis Murphy & Russell-Smith, 2010
- Zelowan spiculiformis Murphy & Russell-Smith, 2010